# Potentilla thurberi
Potentilla thurberi är en rosväxtart som beskrevs av Asa Gray och Johann Georg Christian Lehmann. Potentilla thurberi ingår i Fingerörtssläktet som ingår i familjen rosväxter.

## Underarter
Arten delas in i följande underarter:
- P. t. atrorubens
- P. t. sanguinea